# Seltz (Tandel)
Seltz (luxemburgisch Selzⓘ) ist eine Ortschaft im Kanton Vianden, Luxemburg, deren größerer Teil in der Gemeinde Tandel und kleinerer Teil in der Gemeinde Bettendorf liegt.

## Lage
Seltz liegt im Tal der Blees, am nördlichen Ortsrand fließt die Ramgriecht am Ort vorbei, welche wenige Meter weiter in die Blees mündet. Durch den Ort verläuft die Nationalstraße 17. Nachbarorte sind im Norden Longsdorf und Tandel, im Süden Bleesbrück. Zwei Häuser des Ortes liegen nicht in der Gemeinde Tandel, sondern in der Gemeinde Bettendorf. Die Gemeindegrenze verläuft quer durch den Ort.

## Allgemeines
Seltz ist ein kleiner Weiler mit nur 18 Einwohnern, dessen größerer Teil seit dem 1. Januar 2006 zur Gemeinde Tandel zählt, zuvor Gemeinde Bastendorf.